# U-968
| U-968                      | U-968                                                          | U-968                                                          |
| -------------------------- | -------------------------------------------------------------- | -------------------------------------------------------------- |
|                            |                                                                |                                                                |
|                            |                                                                |                                                                |
|                            |                                                                |                                                                |
| Під прапором               | Третій рейх                                                    | Третій рейх                                                    |
| Спуск на воду              | 4 лютого 1943 року                                             | 4 лютого 1943 року                                             |
| Виведений зі складу флоту  | 9 травня 1945 року                                             | 9 травня 1945 року                                             |
| Сучасний статус            | потоплено                                                      | потоплено                                                      |
| Проєкт                     |                                                                |                                                                |
| Тип ПЧ                     | Торпедний ДПЧ                                                  | Торпедний ДПЧ                                                  |
| Основні характеристики     |                                                                |                                                                |
| Швидкість (надводна)       | 17,7 вузла                                                     | 17,7 вузла                                                     |
| Швидкість (підводна)       | 7,6 вузла                                                      | 7,6 вузла                                                      |
| Робоча глибина занурення   | 100 м                                                          | 100 м                                                          |
| Гранична глибина занурення | 220 м                                                          | 220 м                                                          |
| Екіпаж                     | 44 особи                                                       | 44 особи                                                       |
| Розміри                    |                                                                |                                                                |
| Довжина найбільша (по КВЛ) | 67,1 м                                                         | 67,1 м                                                         |
| Ширина корпусу найб.       | 6,2 м                                                          | 6,2 м                                                          |
| Висота                     | 9,6 м                                                          | 9,6 м                                                          |
| Середня осадка (по КВЛ)    | 4,70 м                                                         | 4,70 м                                                         |
| Водотоннажність надводна   | 769 т                                                          | 769 т                                                          |
| Озброєння                  |                                                                |                                                                |
| Артилерія                  | одна палубна гармата калібру 88-мм, одна 20-мм зенітна гармата | одна палубна гармата калібру 88-мм, одна 20-мм зенітна гармата |
| Торпедно- мінне озброєння  | 4 носових і один кормовий ТА. 14 торпед або 26 мін             | 4 носових і один кормовий ТА. 14 торпед або 26 мін             |

U-968 — німецький підводний човен типу VIIC, часів Другої світової війни.
Замовлення на будівництво човна віддане 5 червня 1941 року. Човен заклали на верфі суднобудівної компанії «Blohm & Voss» у місті Гамбург 14 травня 1942 року під заводським номером 168, спущений на воду 4 лютого 1943 року. 18 березня 1943 року увійшов до складу 5-ї флотилії. Також за час служби входив до складу 13-ї флотилії. Єдиним командиром підводного човна був оберлейтенант-цур-зее Отто Вестфален.
Човен виконав 7 бойових походів, в яких потопив 2 судна, 1 військовий корабель та пошкодив 2 судна, 1 військовий корабель.
Капітулював 9 травня 1945 року у Нарвіку, Норвегія. 19 травня 1945 року переведено до Лох-Еріболлу, Шотландія, пізніше до Лох-Раяну. Потоплено 29 листопада 1945 року північніше Ірландії (55°24′ пн. ш. 06°22′ зх. д. / 55.400° пн. ш. 6.367° зх. д.) у рамках проведення операції «Дедлайт».

## Потоплені та пошкоджені кораблі[3]
| Назва             | Тип        | Належність                        | Дата            | Тоннаж (БРТ) | Вантаж | Статус     | Місце                                                       |
| Norfjell          | танкер     | Норвегія                          | 14 лютого 1945  | 8129         | Баласт | пошкоджено | 69°22′ пн. ш. 33°50′ сх. д. / 69.367° пн. ш. 33.833° сх. д. |
| Horace Gray       | суховантаж | США                               | 14 лютого 1945  | 7200         | 7000 т калію насипом | пошкоджено | 69°21′ пн. ш. 33°43′ сх. д. / 69.350° пн. ш. 33.717° сх. д. |
| HMS Lark (U11)    | шлюп       | Королівський ВМФ Великої Британії | 17 лютого 1945  | 1350         | | пошкоджено | 69°30′ пн. ш. 34°33′ сх. д. / 69.500° пн. ш. 34.550° сх. д. |
| Thomas Scott      | суховантаж | США                               | 17 лютого 1945  | 7176         | Баласт | потоплено  | 69°30′ пн. ш. 34°42′ сх. д. / 69.500° пн. ш. 34.700° сх. д. |
| Thomas Donaldson  | суховантаж | США                               | 20 березня 1945 | 7210         | 7679 т генеральних вантажів, включно з 6000 т боєприпасів, харчових продуктів та локомотивів і тендери як палубний вантаж | потоплено  | 69°26′ пн. ш. 33°44′ сх. д. / 69.433° пн. ш. 33.733° сх. д. |
| HMS Lapwing (U62) | шлюп       | Королівський ВМФ Великої Британії | 20 березня 1945 | 1350         | | потоплено  | 69°26′ пн. ш. 33°44′ сх. д. / 69.433° пн. ш. 33.733° сх. д. |